# Baltazaria albosignata
Baltazaria albosignata là một loài tò vò trong họ Ichneumonidae.